# Meridià 99 a l'oest
El meridià 99 a l'oest de Greenwich és una línia de longitud que s'estén des del pol Nord travessant l'oceà Àrtic, Amèrica del Nord, el Golf de Mèxic, l'oceà Pacífic, l'oceà Antàrtic, i l'Antàrtida fins al pol Sud.
El meridià 99 a l'oest forma un cercle màxim amb el meridià 81 a l'est. Com tots els altres meridians, la seva longitud correspon a una semicircumferència terrestre, uns 20.003,932 km. Al nivell de l'Equador, és a una distància del meridià de Greenwich de 11.021 km.

## De Pol a Pol
Començant en el pol Nord i dirigint-se cap al pol Sud, aquest meridià travessa:
| Coordenades                             | País, territori o mar | Notes |
| --------------------------------------- | --------------------- | --- |
| 90° 0′ N, 99° 0′ O / 90.000°N,99.000°O  | Oceà Àrtic            | |
| 80° 6′ N, 99° 0′ O / 80.100°N,99.000°O  | Canadà                | Nunavut - illa de Meighen |
| 79° 43′ N, 99° 0′ O / 79.717°N,99.000°O | Canal de Peary        | |
| 78° 49′ N, 99° 0′ O / 78.817°N,99.000°O | Hassel Sound          | |
| 78° 5′ N, 99° 0′ O / 78.083°N,99.000°O  | Canadà                | Nunavut - illa d'Ellef Ringnes |
| 77° 53′ N, 99° 0′ O / 77.883°N,99.000°O | Cos d'aigua sense nom | |
| 76° 40′ N, 99° 0′ O / 76.667°N,99.000°O | Canadà                | Nunavut - illes Ricards i Bathurst |
| 75° 0′ N, 99° 0′ O / 75.000°N,99.000°O  | Canal de Parry        | Passa a l'oest de l'illa Young, Nunavut, Canadà (a 74° 18′ N, 98° 50′ O / 74.300°N,98.833°O) · Passa l'est de l'illa Hamilton, Nunavut, Canadà (a 74° 11′ N, 99° 8′ O / 74.183°N,99.133°O) |
| 73° 59′ N, 99° 0′ O / 73.983°N,99.000°O | Canadà                | Nunavut - illa Russell, illa Mecham i illa del Príncep de Gal·les (Canadà) |
| 71° 24′ N, 99° 0′ O / 71.400°N,99.000°O | Larsen Sound          | |
| 69° 58′ N, 99° 0′ O / 69.967°N,99.000°O | Estret Victoria       | |
| 69° 9′ N, 99° 0′ O / 69.150°N,99.000°O  | Canadà                | Nunavut - illa del Rei Guillem |
| 68° 56′ N, 99° 0′ O / 68.933°N,99.000°O | Golf de la Reina Maud | |
| 68° 4′ N, 99° 0′ O / 68.067°N,99.000°O  | Canadà                | Nunavut - illa O'Reilly |
| 68° 1′ N, 99° 0′ O / 68.017°N,99.000°O  | Golf de la Reina Maud | |
| 68° 32′ N, 99° 0′ O / 68.533°N,99.000°O | Canadà                | Nunavut Manitoba - des de 60° 0′ N, 99° 0′ O / 60.000°N,99.000°O, passa a través de llac Winnipeg |
| 49° 0′ N, 99° 0′ O / 49.000°N,99.000°O  | Estats Units          | Dakota del Nord - des de 45° 56′ N, 99° 0′ O / 45.933°N,99.000°O Nebraska - des de 43° 0′ N, 99° 0′ O / 43.000°N,99.000°O Kansas - des de 40° 0′ N, 99° 0′ O / 40.000°N,99.000°O Oklahoma - des de 37° 0′ N, 99° 0′ O / 37.000°N,99.000°O Texas - des de 34° 13′ N, 99° 0′ O / 34.217°N,99.000°O |
| 26° 3′ N, 99° 0′ O / 26.050°N,99.000°O  | Mèxic                 | Tamaulipas Nuevo León - des de 26° 5′ N, 99° 0′ O / 26.083°N,99.000°O Tamaulipas - des de 25° 4′ N, 99° 0′ O / 25.067°N,99.000°O San Luis Potosí - des de 22° 34′ N, 99° 0′ O / 22.567°N,99.000°O Hidalgo - des de 21° 17′ N, 99° 0′ O / 21.283°N,99.000°O Estat de Mèxic - des de 20° 2′ N, 99° 0′ O / 20.033°N,99.000°O Hidalgo - des de 19° 53′ N, 99° 0′ O / 19.883°N,99.000°O Estat de Mèxic - des de 19° 49′ N, 99° 0′ O / 19.817°N,99.000°O Districte Federal - des de 19° 22′ N, 99° 0′ O / 19.367°N,99.000°O estat de Morelos - des de 19° 5′ N, 99° 0′ O / 19.083°N,99.000°O estat de Puebla - des de 18° 23′ N, 99° 0′ O / 18.383°N,99.000°O estat de Guerrero - des de 18° 15′ N, 99° 0′ O / 18.250°N,99.000°O estat de Puebla - des de 18° 23′ N, 99° 0′ O / 18.383°N,99.000°O |
| 16° 35′ N, 99° 0′ O / 16.583°N,99.000°O | Oceà Pacífic          | |
| 60° 0′ S, 99° 0′ O / 60.000°S,99.000°O  | Oceà Antàrtic         | |
| 71° 40′ S, 99° 0′ O / 71.667°S,99.000°O | Antàrtida             | Territori no reclamat |